# VFA-192
Escadron de chasseur d'attaque 192
Le Strike Fighter Squadron 192 (STRKFITRON 192 ou VFA-192), est un escadron de chasseur d'attaque de l'US Navy stationné à la Naval Air Station Lemoore, en Californie, aux États-Unis. L'escadron a été créé en 1945 et est surnommé "World Famous Golden Dragons". Le VFA-192 est équipé du F/A-18E/F Super Hornet et actuellement affecté au Carrier Air Wing Two à bord du porte-avions à propulsion nucléaire USS Carl Vinson (CVN-70).

## Origine

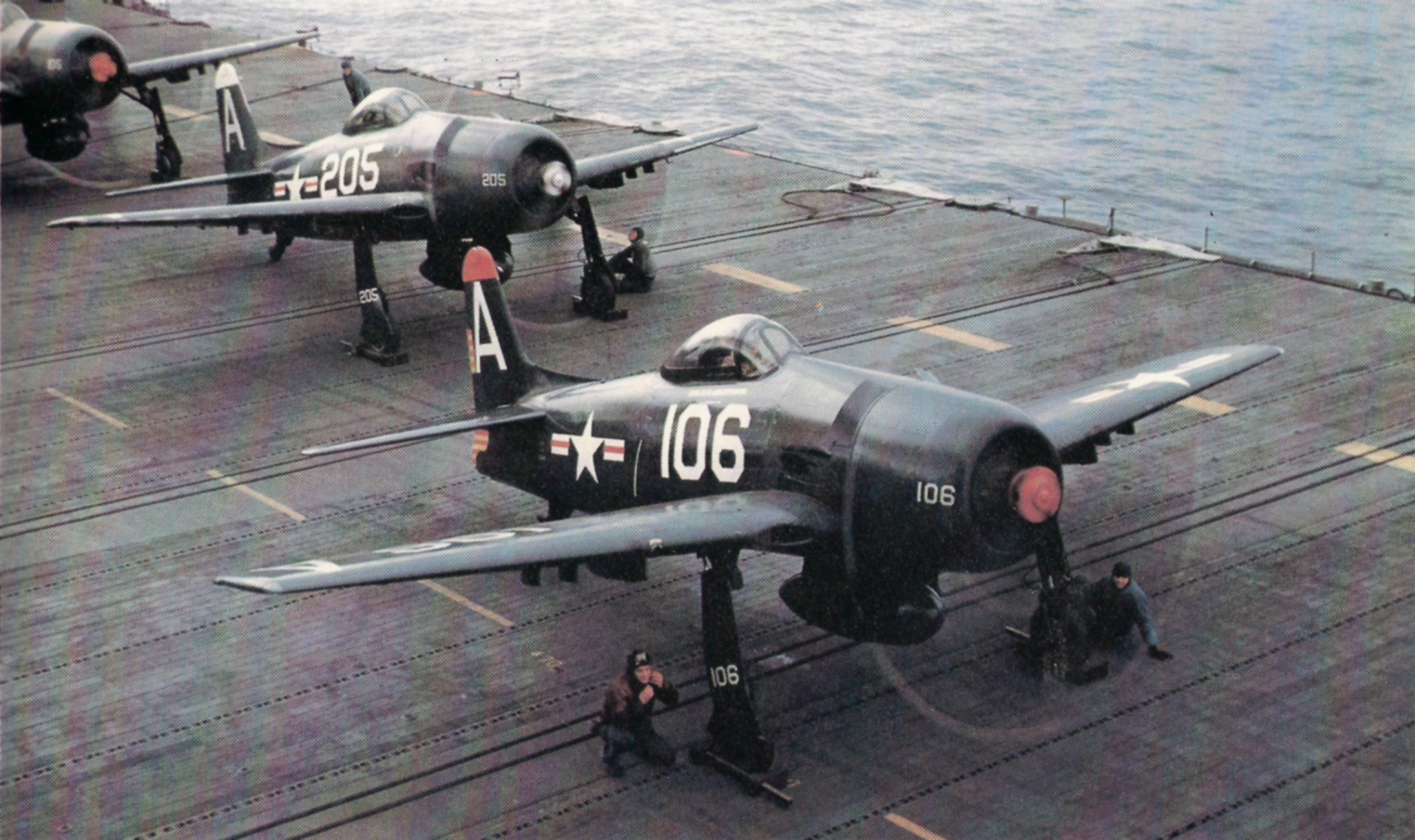
Bearcat du VF-15A sur USS Tarawa en 1948

L'escadron a été créé à l'origine sous le nom de Fighter Squadron 153 (VF-153) le 26 mars au NAS Atlantic City dans le New, pilotant le F6F-3 Hellcat. il a déménagé en juin de la même année, au Naval Air Station Oceana, puis au Naval Air Station Alameda en août 1946 où il a été renommé Fighter Squadron 15A le 15 novembre 1946. Il a effectué son premier déploiement à bord de l'USS Antietam (CV-36) et, a son retour il a été équipé du F8F-1 Bearcat.

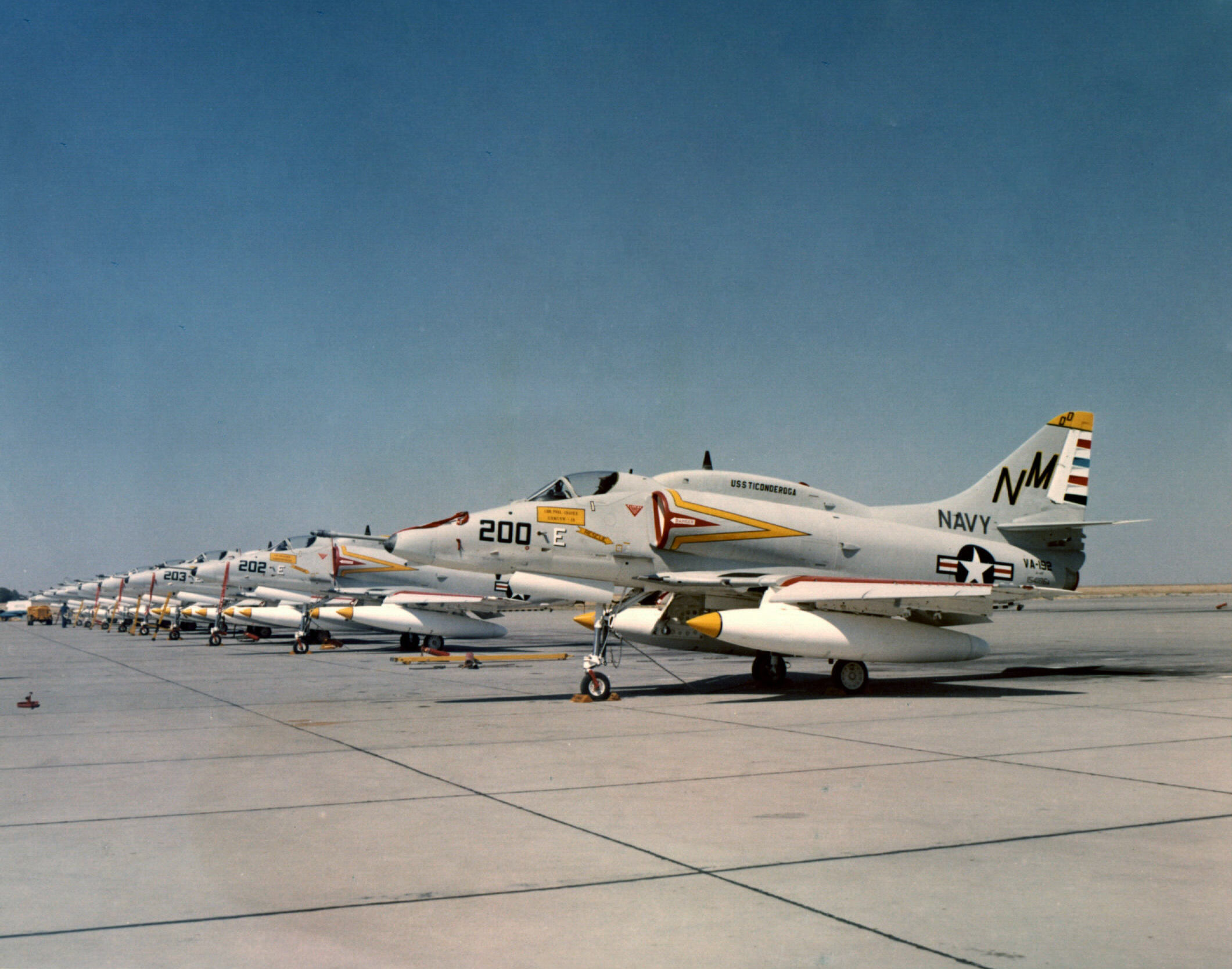
Skyhawk du VA-192 sur USS Ticonderoga en 1967

Le VF-15A a été redésigné Fighter Squadron 151 (VF-151) "Black Knights" le 15 juillet 1948. Il effectue son premier déploiement au sein du CVG-19 à bord de l'USS Boxer (CV-21). Il est renommé VF-192 en février 1950, puis VA-192 en mars 1956 où il prend le surnom de Golden Dragons.
Ce n'est que le 10 janvier 1986 que l'escadron  devient le VFA-192 où il est équipé du F/A-18A Hornet et affecté au Carrier Air Wing Five (CVW-5).
L'escadron effectue sa transition sur le F/A-18E/F Super Hornet en 2013. Il rejoint alors le Carrier Air Wing Two (CVW-2) à bord de l'USS George Washington (CVN-73) en 2015, puis de l'USS Carl Vinson (CVN-70) à partir de 2017.

## Galerie
|                                                       |
| Hornet du VFA-192 (CVW-5) sur l'USS Kitty Haw en 2005 |

|                                                               |
| Super Hornet du VFA-192 sur l'USS Carl Vinson en janvier 2022 |